# سيرجيو كاريرا
سيرجيو كاريرا فيلارينيو (13 أكتوبر 2000) هو لاعب كرة قدم إسباني، يلعب كظهير أيمن لنادي سيلتا فيغو.

## روابط خارجية
- سيرجيو كاريرا على موقع قاعدة بيانات كرة القدم.إي يو (الإنجليزية)
- سيرجيو كاريرا على موقع Soccerway.com (الإنجليزية)
- سيرجيو كاريرا على موقع عالم كرة القدم.نت (الإنجليزية)